# 张蟾
张蟾（9世纪—889年），唐朝棣州刺史。
唐昭宗龙纪元年（889年）十月，平卢军节度使王敬武过世，士兵拥戴其子王师范擔任留后，但张蟾拒绝支持他，反而请求朝廷另派节度使。昭宗认为王师范年僅十五歲，何德何能。因此改任太子少师崔安潜为平卢节度使，张蟾迎崔安潜入棣州，协商攻伐王师范。大顺二年（891年）二月，王师范派都指挥使卢弘攻张蟾，但卢弘却和张蟾联合，回师准备还攻青州。王师范設下鴻門宴，席間命小軍官劉鄩刺殺卢弘，一并處決同乱者数人。复阅军队，好言抚慰士卒，王师范亲自率师前進棣州，刘鄩俘获张蟾而斩之（《新唐书·昭宗纪》误作龙纪元年十月事），崔安潜即逃回都城长安。昭宗承认王师范为留後，並真除之為节度使。
张蟾曾作《無為寺碑》，選入《全唐文》。